# Senlis (Pas-de-Calais)
Senlis település Franciaországban, Pas-de-Calais megyében. Lakosainak száma 161 fő (2022. január 1.). Senlis Matringhem, Fruges, Hézecques, Lugy és Radinghem községekkel határos.

## Népesség
A település népessége az elmúlt években az alábbi módon változott:
| Lakosok száma | 166  | 164  | 167  | 163  | 162  | 162  | 162  | 161  | 161  |
|               | 2013 | 2015 | 2016 | 2017 | 2018 | 2019 | 2020 | 2021 | 2022 |